# Campionati del mondo di atletica leggera 2017 - Salto con l'asta maschile
La gara di salto con l'asta maschile si è svolta tra il 6 e l'8 agosto.

## Podio
| Pos.    | Atleta            | Nazionalità | Misura |
| ------- | ----------------- | ----------- | ------ |
| Oro     | Sam Kendricks     | Stati Uniti | 5,95 m |
| Argento | Piotr Lisek       | Polonia     | 5,89 m |
| Bronzo  | Renaud Lavillenie | Francia     | 5,89 m |

## Situazione pre-gara

### Record
Prima di questa competizione, il record del mondo (RM) e il record dei campionati (RC) erano i seguenti.
| Record                | Prestazione | Atleta                    | Data                              | Competizione              |
| --------------------- | ----------- | ------------------------- | --------------------------------- | ------------------------- |
| Record mondiale       | 6,16 m      | Renaud Lavillenie Francia | 15 febbraio 2014 Donec'k, Ucraina |                           |
| Record dei campionati | 6,05 m      | Dmitri Markov Australia   | 9 agosto 2001 Edmonton, Canada    | Campionati del mondo 2001 |

### Campioni in carica
I campioni in carica, a livello mondiale e olimpico, erano:
| Campione | Atleta                       | Prestazione | Data                                   | Competizione                |
| -------- | ---------------------------- | ----------- | -------------------------------------- | --------------------------- |
| Olimpico | Thiago Braz da Silva Brasile | 6,03 m      | 15 agosto 2016 Rio de Janeiro, Brasile | Giochi della XXXI Olimpiade |
| Mondiale | Shawnacy Barber Canada       | 5,90 m      | 24 agosto 2015 Pechino (Cina)          | Campionati del mondo 2015   |

### La stagione
Prima di questa gara, gli atleti con le migliori tre prestazioni dell'anno erano:
| Pos. | Atleta                      | Prestazione | Data                                   |
| ---- | --------------------------- | ----------- | -------------------------------------- |
| 1    | Sam Kendricks Stati Uniti   | 6,00 m      | 24 giugno 2017 Sacramento, Stati Uniti |
| 2    | Paweł Wojciechowski Polonia | 5,93 m      | 6 luglio 2017 Losanna, Svizzera        |
| 3    | Armand Duplantis Svezia     | 5,90 m      | 01 aprile 2017 Austin, Stati Uniti     |

## Risultati

### Qualificazione
La gara si è svolta domenica 6 agosto alle ore 10:40.

Qualificazione: si qualifica chi raggiunge i 5,75 m (Q) o i migliori dodici (q).
| Pos | Gruppo | Atleta                  | Nazionalità                 | 5.30 | 5.45 | 5.60 | 5.70 | Risultato | Note |
| --- | ------ | ----------------------- | --------------------------- | ---- | ---- | ---- | ---- | --------- | ---- |
| 1   | A      | Renaud Lavillenie       | Francia                     | -    | -    | o    | o    | 5.70      | q    |
| 1   | A      | Piotr Lisek             | Polonia                     | o    | o    | o    | o    | 5.70      | q    |
| 3   | B      | Sam Kendricks           | Stati Uniti                 | o    | o    | xxo  | o    | 5.70      | q    |
| 4   | B      | Shawnacy Barber         | Canada                      | o    | o    | o    | xxo  | 5.70      | q    |
| 5   | A      | Axel Chapelle           | Francia                     | xo   | o    | o    | xxo  | 5.70      | q    |
| 5   | A      | Raphael Holzdeppe       | Germania                    | -    | o    | xo   | xxo  | 5.70      | q    |
| 7   | B      | Paweł Wojciechowski     | Polonia                     | -    | o    | xxo  | xxo  | 5.70      | q    |
| 8   | A      | Armand Duplantis        | Svezia                      | xxo  | xo   | xo   | xxo  | 5.70      | q    |
| 9   | B      | Arnaud Art              | Belgio                      | o    | o    | o    | xxx  | 5.60      | q    |
| 10  | A      | Xue Changrui            | Cina                        | -    | xo   | o    | xxx  | 5.60      | q    |
| 11  | B      | Kurtis Marschall        | Australia                   | o    | xxo  | o    | xxx  | 5.60      | q    |
| 11  | B      | Yao Jie                 | Cina                        | o    | xxo  | o    | xxx  | 5.60      | q    |
| 13  | B      | Chris Nilsen            | Stati Uniti                 | o    | o    | xo   | xxx  | 5.60      |      |
| 14  | B      | Valentin Lavillenie     | Francia                     | -    | xo   | xo   | xxx  | 5.60      |      |
| 15  | A      | Andrew Irwin            | Stati Uniti                 | xxo  | o    | xo   | xxx  | 5.60      |      |
| 16  | A      | Adrián Vallés           | Spagna                      | xxo  | xo   | xo   | xxx  | 5.60      |      |
| 17  | A      | Vladyslav Malykhin      | Ucraina                     | xxo  | o    | xxo  | xxx  | 5.60      |      |
| 18  | A      | Jan Kudlička            | Rep. Ceca                   | -    | o    | xxx  |      | 5.45      |      |
| 18  | B      | Hiroki Ogita            | Giappone                    | o    | o    | xxx  |      | 5.45      |      |
| 20  | A      | Germán Chiaraviglio     | Argentina                   | xo   | o    | xxx  |      | 5.45      |      |
| 21  | A      | Emmanouīl Karalīs       | Grecia                      | xxo  | o    | xxx  |      | 5.45      |      |
| 22  | A      | Ilya Mudrov             | Atleti Neutrali Autorizzati | o    | xo   | xxx  |      | 5.45      |      |
| 22  | A      | Ivan Horvat             | Croazia                     | o    | xo   | xxx  |      | 5.45      |      |
| 22  | B      | Kévin Menaldo           | Francia                     | -    | xo   | xxx  |      | 5.45      |      |
| 25  | B      | Michal Balner           | Rep. Ceca                   | xo   | xxo  | xxx  |      | 5.45      |      |
| 26  | A      | Seito Yamamoto          | Giappone                    | o    | xxx  |      |      | 5.30      |      |
|     | B      | Igor Bychkov            | Spagna                      | xxx  |      |      |      | nm        |      |
|     | B      | Diogo Ferreira          | Portogallo                  | xxx  |      |      |      | nm        |      |
|     | B      | Menno Vloon             | Paesi Bassi                 | -    | x-   | -    | r    | nm        |      |
|     | B      | Konstantinos Filippidis | Grecia                      | -    | -    | -    | -    | dns       |      |

### Finale
La gara si è svolta martedi 8 agosto alle ore 19:42.
| Pos | Atleta              | Nazionalità | 5.50 | 5.65 | 5.75 | 5.82 | 5.89 | 5.95 | 6.01 | Risultato | Note                                     |
| --- | ------------------- | ----------- | ---- | ---- | ---- | ---- | ---- | ---- | ---- | --------- | ---------------------------------------- |
|     | Sam Kendricks       | Stati Uniti | o    | o    | o    | o    | o    | xxo  | xr   | 5.95      |                                          |
|     | Piotr Lisek         | Polonia     | o    | xxo  | o    | x-   | o    | xxx  |      | 5.89      |                                          |
|     | Renaud Lavillenie   | Francia     | –    | o    | o    | x-   | xo   | xx-  | x    | 5.89      | Miglior prestazione personale stagionale |
| 4   | Xue Changrui        | Cina        | o    | o    | o    | o    | xxx  |      |      | 5.82      | Record nazionale                         |
| 5   | Paweł Wojciechowski | Polonia     | o    | o    | xo   | x-   | xx   |      |      | 5.75      |                                          |
| 6   | Axel Chapelle       | Francia     | o    | o    | xxx  |      |      |      |      | 5.65      |                                          |
| 7   | Kurtis Marschall    | Australia   | xo   | o    | xxx  |      |      |      |      | 5.65      |                                          |
| 8   | Shawnacy Barber     | Canada      | xo   | xxo  | xxx  |      |      |      |      | 5.65      |                                          |
| 9   | Armand Duplantis    | Svezia      | o    | xxx  |      |      |      |      |      | 5.50      |                                          |
| 10  | Arnaud Art          | Belgio      | xxx  |      |      |      |      |      |      | nm        |                                          |
| 10  | Raphael Holzdeppe   | Germania    | xxx  |      |      |      |      |      |      | nm        |                                          |
| 10  | Yao Jie             | Cina        | xxx  |      |      |      |      |      |      | nm        |                                          |